# Olkovaara
Olkovaara är ett berg i Finland.   Det ligger i den ekonomiska regionen  Fjäll-Lappland  och landskapet Lappland, i den norra delen av landet, 900 km norr om huvudstaden Helsingfors. Toppen på Olkovaara är 594 meter över havet.
Terrängen runt Olkovaara är platt söderut, men norrut är den kuperad.  Trakten runt Olkovaara är nära nog obefolkad, med mindre än två invånare per kvadratkilometer. Omgivningarna runt Olkovaara är i huvudsak ett öppet busklandskap.